# Старый Вождь Джозеф

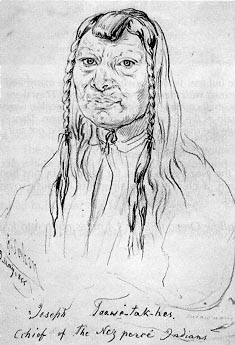
Старый Вождь Джозеф, 1855 г.

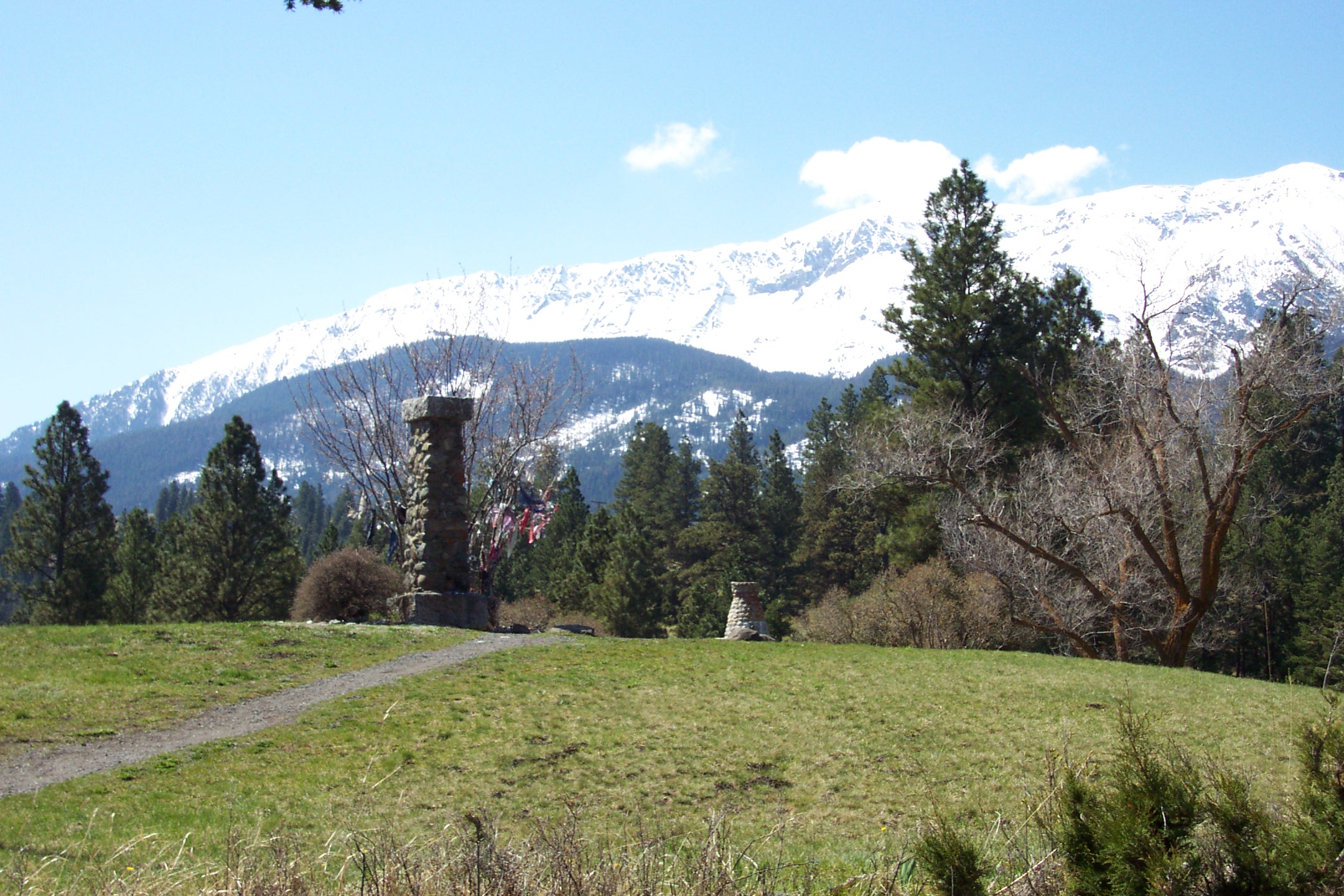
Захоронение Старого Вождя Джозефа, Национальный исторический памятник США.

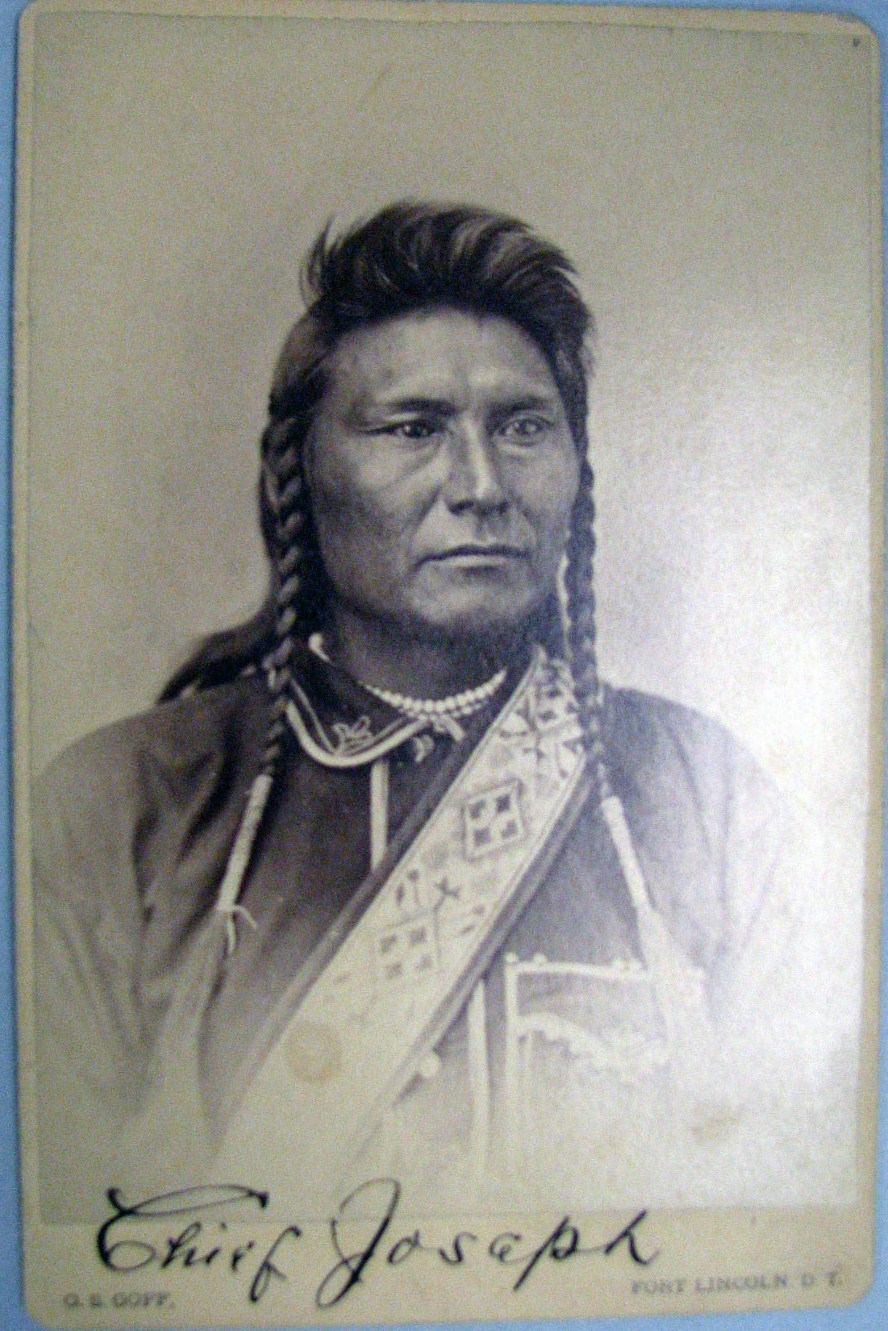
Сын Джозефа-старшего, Вождь Джозеф или Хинматон-Йалаткит.

Старый Вождь Джозеф, известный также как Джозеф-старший, Старый Джозеф, Туэкакас (англ. Old Chief Joseph; ок.1790 — 1871) — лидер общины индейского племени не-персе, которая проживала в долине Уаллоуа, на северо-востоке современного штата Орегон. Отец знаменитого вождя не-персе Джозефа.

## Биография
Туэкакас родился приблизительно в 1790 году в долине реки Снейк. Его отцом был вождь кайюсов, а мать из народа не-персе.
Община Туэкакаса поддерживала мир с первыми белыми людьми. В 1836 году на земли не-персе прибыли первые миссионеры. Туэкакас стал одним из первых не-персе, кто принял христианство. Он стал известен под именем Джозеф или Вождь Джозеф, а позднее Старый Вождь Джозеф.
В 1860 году на землях не-персе было обнаружено золото и тысячи белых людей  ринулись на территорию резервации племени. Они не только добывали золото, но и угоняли лошадей у не-персе.  Напряжение между индейцами и американцами нарастало. В 1863 и 1868 годах не-персе подписали ряд договоров с правительством США, в результате которых площадь резервации племени уменьшилась в 7 раз и в неё больше не входили земли многих лидеров племени, включая территорию общины Старого Вождя Джозефа, который был против продажи земли. Старый Вождь Джозеф не присутствовал на переговорах и с условиями новых договоров не был знаком.
После того, как американцы приняли решение о отторжении его земель, Старый Вождь Джозеф отказался от принятого христианства и присоединился к религиозному движению Смохаллы, индейца из племени ванапам.  Его община продолжала занимать свои земли в долине Уаллоуа, сохраняя мирные отношения со своими белыми соседями.
В конце своей жизни Старый Вождь Джозеф ослеп. Он умер в 1871 году и был похоронен соплеменниками в долине реки Уаллоуа, впоследствии его останки перезахоронили вблизи одноимённого озера.